# Borzygniew
Borzygniew (deutsch Borganie von 1937 bis 1945 Bergen) ist ein Dorf in der Landgemeinde Mietków im Powiat Wrocławski der Woiwodschaft Niederschlesien in Polen.

## Sehenswürdigkeiten
- Die Römisch-katholische St.-Barbara-Kirche (polnisch Kościół pw. św. Barbary) ist eine frühgotische Saalkirche aus der zweiten Hälfte des 13. oder von Anfang des 14. Jahrhunderts. Aus dieser Zeit erhalten sind das Sakramentshaus im Chor mit Wimperg und rosettengeschmücktem Eisengitter, eine dreiblättrige Piscina-Nische, ein Epitaph für Kaspar von von Schindel († 1562) und mehrere ganzfigürliche Grabplatten seiner Familie von 1574 bis 1611. Die übrige Ausstattung ist im Barockstil. Der mittige Kirchturm wurde 1908 aufgesetzt.
- Das nicht mehr bestehende Schloss Borganie (Pałac w Borzygniewie) wurde im Stil der Spätrenaissance erbaut. Es bestand aus zwei an den Längsseiten aneinandergebauten Häusern. Charakteristisch war, dass diese nicht nur an den Schmalseiten von Giebeln abgeschlossen waren, sondern auch in Richtung auf das Gebirge hin. Die Baugliederung ist – heute noch teilweise erkennbar – durch Voluten und kleine Pfeiler aufgelockert. Das noch erhaltene Portal  auf der südlichen Längsseite ist durch Pilaster eingefasst und trägt eine Kartusche, auf der das Baujahr 1613 und die Inschrift „ich bauet dieses Haus nicht aus Hoffart sonder aus not“ vermerkt ist. Das Schloss wurde für Christoph von Mühlheim und Domantz und dessen Ehefrau Barbara, eine geborene von Seydlitz errichtet. Später war das Anwesen in Besitz des Adelsgeschlechts Zedlitz. 1872 gelangte es aus dem Besitz der von Uslar und Gleichen an Albert Scheler. 1937 musste es an den Staat verkauft werden, weil hier ein Staubecken errichtet werden sollte. Vor Kriegsende wurde der Bau im April 1945 in Brand geschossen.

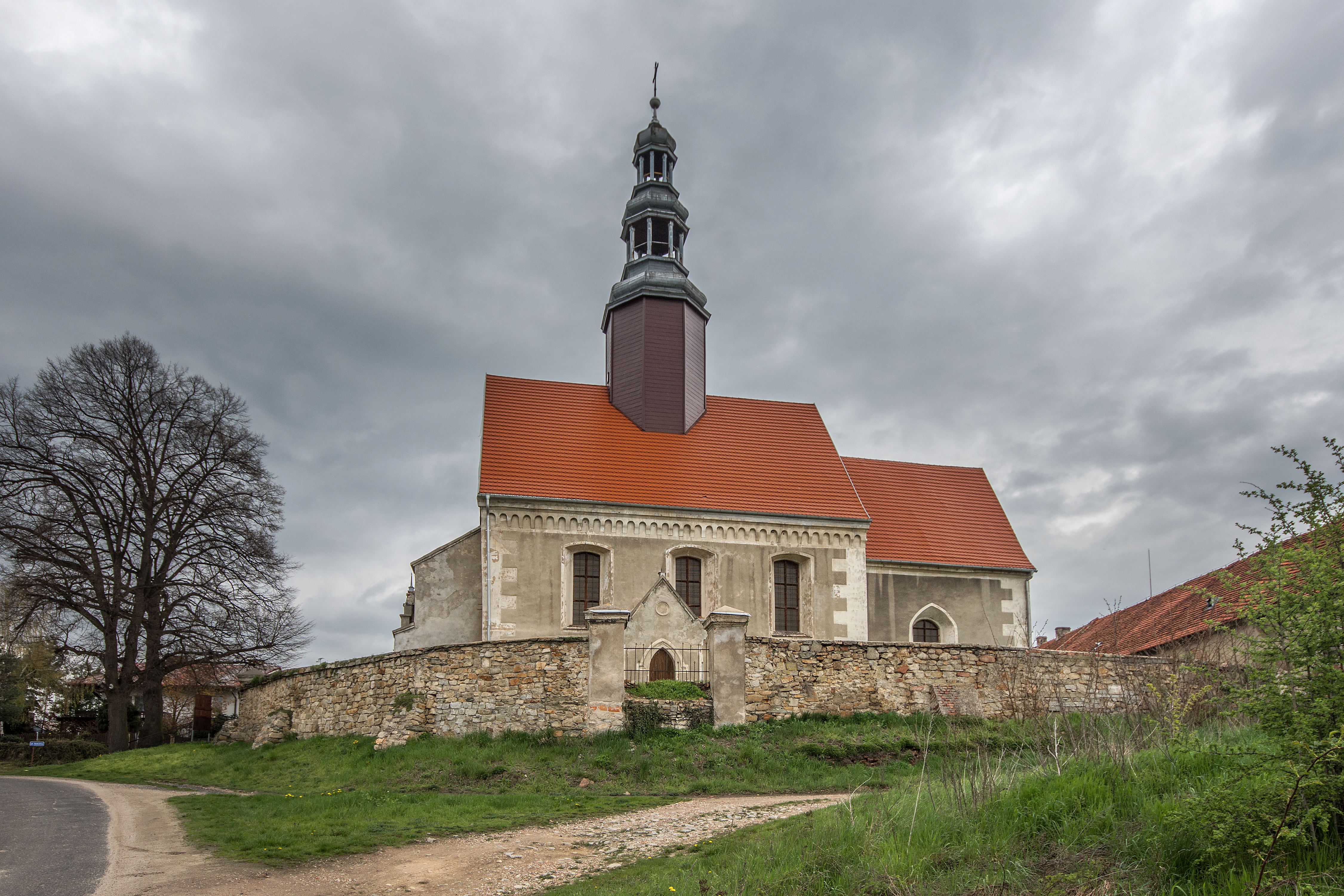
St.-Barbara-Kirche
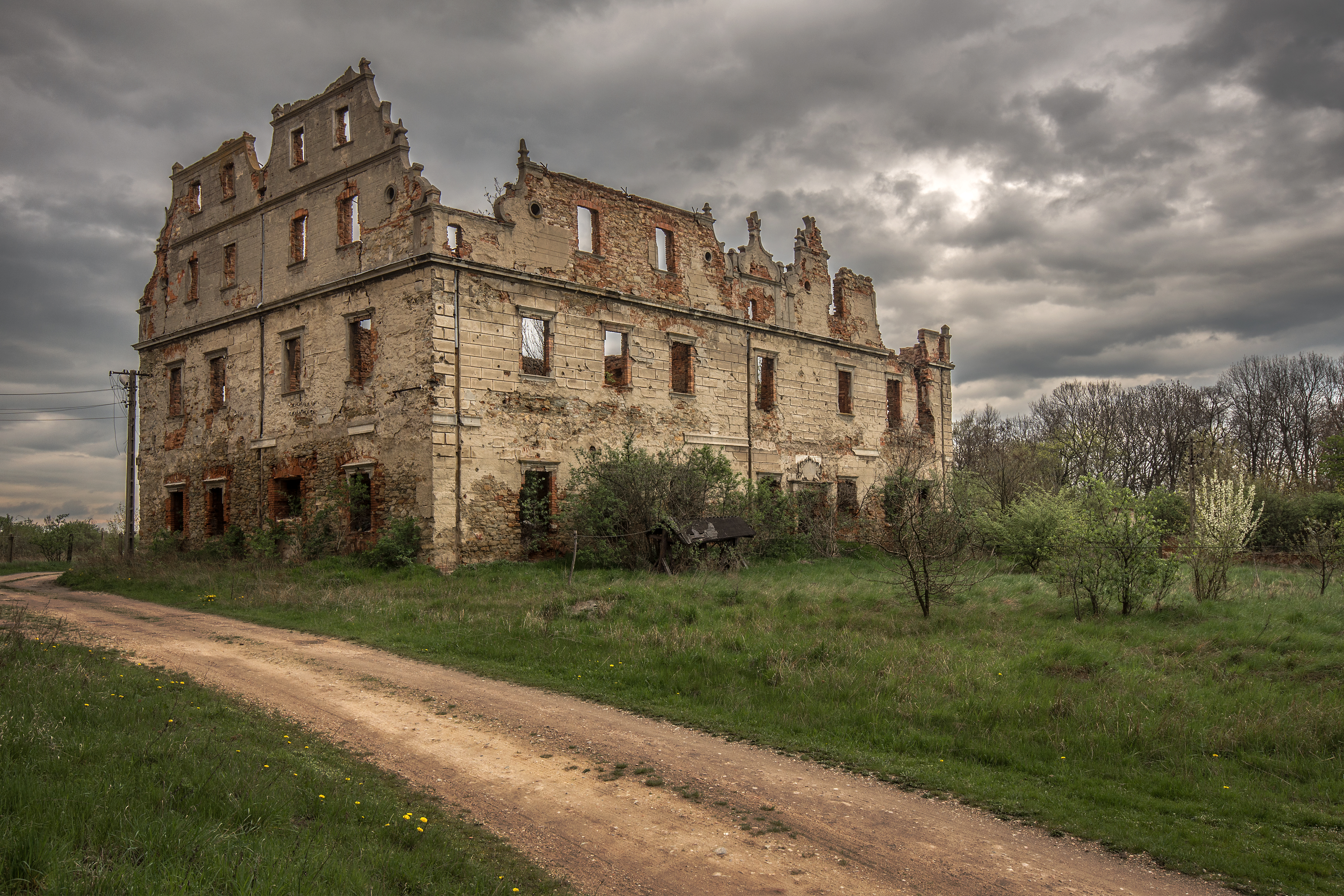
Schlossruine
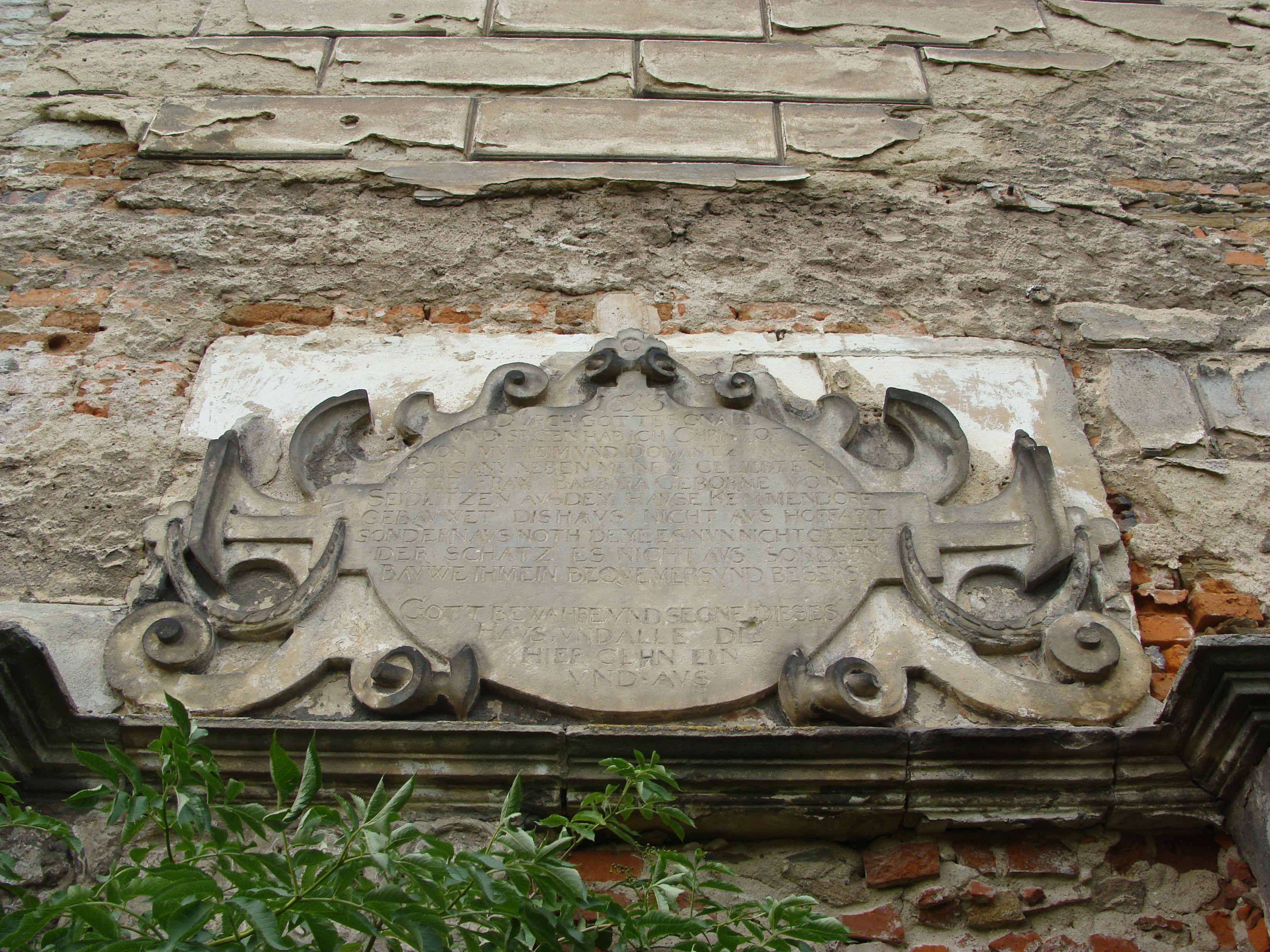
Kartusche mit Gründerinschrift